# كارولين ووكر
كارولين ووكر (بالإنجليزية: Caroline Walker)‏ هي عداءة مراثونية أمريكية، ولدت في 15 أكتوبر 1953.